# Alexei Kolessow
Alexei Kolessow (russisch Алексей Колесов; * 27. September 1984 in Oral) ist ein ehemaliger kasachischer Radrennfahrer.
Alexei Kolessow gewann 2004 eine Etappe bei der Aserbaidschan-Rundfahrt und konnte so auch die Gesamtwertung für sich entscheiden. Daraufhin kam er 2005 zu dem kasachischen Continental Team Capec. Hier fuhr er zwei Jahre lang. Ende 2006 unterschrieb er dann einen Vertrag bei dem neu gegründeten ProTeam Astana für die folgende Saison. Er blieb ein Jahr bei dieser Mannschaft und fuhr in der Saison 2008 für zwei Continental Teams.

## Teams
- 2005 Capec
- 2006 Capec
- 2007 Astana
- 2008 Ulan (bis 30.05.)
- 2008 Centri della Calzatura-Partizan (ab 01.06.)